# Заводское (Львовская область)
Заводское (укр. Заводське) — село в Бусской городской общине Золочевского района Львовской области Украины.
Население по переписи 2001 года составляло 1074 человека. Занимает площадь 1,99 км². Почтовый индекс — 80522. Телефонный код — 3264.

## История
В 1946 г. Указом ПВС УССР хутор Фольварк переименован в Заводской.